# Асіда Хітосі
А́шіда Хіто́ші (яп. 芦田均, あしだひとし, МФА: [aɕida çitoɕi̥]; 15 листопада 1887 ― 20 червня 1959) — японський політичний і державний діяч, дипломат, доктор юридичних наук. 47-й прем'єр-міністр Японії (10 березня — 15 жовтня 1948).

## Біографія
Народився 15 листопада 1887 року в селянській родині Ашіда в місті Фукучіяма префектури Кіото.
Випускник кафедри юриспруденції Токійського Імперського Університету.
З 1912 року влаштувався на роботу до Міністерства закордонних справ Японії. Працював у японських посольствах в Росії, Франції, Туреччині та Бельгії. Був свідком російської лютневої революції та жовтневого перевороту Росії 1917 року, відвідав революційний Київ, брав участь в роботі Паризької мирної конференції після Першої світової війни.
У 1932 полишив державну службу в знак протесту проти вторгнення японських військ до Маньчжурії. Того ж року обраний депутатом Палати Представників Японського Парламенту від Товариства друзів конституційного правління.
Протягом 1933—1940 років працював директором японської англомовної газети The Japan Times.
У 1942 знову став депутатом Палати представників, незважаючи на критику його діяльності військовими та відсутність рекомендацій Асоціації допомоги Трону.
Після Другої світової війни був представником проамериканських ліберальних сил.
У жовтні 1945 року призначений міністром добробуту в уряді Шідехари Джюро. У листопаді того ж року, разом із Хатоямою Ічіро, взяв участь у формуванні Японської ліберальної партії. В червні 1946 року працював головою Комітету Палати Представників з питань поправок до Конституції й долучився до прийняття нової Конституції Японії.
У березні 1947 року перейшов до Японської прогресивної партії. Наприкінці того ж місяця, разом із Інукаєм Такеру, заснував Демократичну партію, яку й очолив. У червні 1947 року отримав портфель міністра закордонних справ та посаду віце-прем'єр-міністра в коаліційному уряді Катаями Тецу.
У березні 1948 року, після відставки кабінету Катаями, став прем'єр-міністром Японії й головою нового коаліційного уряду. Паралельно виконував обов'язки міністра закордонних справ. Керував країною в умовах американської окупації та розростання робітничого руху. За вказівкою голови окупаційних сил Дугласа Макартур затвердив указ про громадський порядок та наказ 201 про заборону демонстрацій.
У жовтні 1948 року був змушений піти у відставку через фінансовий корупційний скандал спричинений міжусобицями всередині американської окупаційної адміністрації. За підозрою у отриманні хабара арештований американцями.
У лютому 1958 року визнаний невинним. Решту життя провів осторонь політики, займаючись науковими дослідженнями. Автор багатьох праць з міжнародного права та історії дипломатії.
Помер 20 червня 1959 року, у 71-річному віці, в Токіо.
У 2002 в місті Фукучіяма, Кіото відкрився музей Ашіди Хітоші.

## Згадки про Україну
За даними українських істориків, у липні 1917 року як аташе посольства Японії в Росії Ашіда відвідав Центральну Раду в Києві та зустрівся із Генеральним секретарем міжнаціональних справ Олександром Шульгинім з метою отримання інформації про становище в Україні та намірів Ради щодо продовження війни. За даними японських дослідників, Ашіда перебував в гостях у єврейських цукровиробників Гальперіних та їхніх друзів Бернінсонів, з якими познайомився ще у Петрограді. Під впливом свого проросійськи налаштованого оточення, Ашіда негативно оцінював український визвольний рух:
|  | Пройшов день і дві ночі відтоді як паротяг полишив російську столицю і зараз, посеред зволоженого росою степу, прямував до Києва. О, Україна – трав’яна Південна Росія!... Дніпровська Рівнина, що простирається від Чернігова до Одеси одразу кидається в очі подорожнього, відрізняючись від Північної Росії. Земля, трава, люди... тут кожна річ без винятку промовляє про Південний край – зелені хвилі, що тягнуться до хмар чорнозему, листя чорнявих тополь, радісні й запальні погляди малоросів... Сто-двісті років тому, степи часів Тараси Бульби, оспівані Гоголем, обігріті променями спекотного сонця, збудили в синах Рівнини кров завойовників. Тоді у тих краях з'явилися козаки, верхівки чорних хутряних яких то виринали, то знову тонули у високих степових травах. |

|  | Сьогодні український рух виглядає потужним, але це лише антивоєнні настрої під виглядом національної незалежності, що збуджують дурний народ. Просто в Північній Росії пронімецька партія представлена антиреволюційно-консервативними колами, а в Південній — націоналістами, що може свідчити про проникнення тут німецько-австрійських сил. |